# Donell Jones
Donell Jones är en amerikansk R&B-sångare, musikproducent och låtskrivare, född den 22 maj 1973, Chicago, Illinos.
Jones är kanske mest känd för sina hits; "U Know What's Up", "Where I Wanna Be" och sin cover av Stevie Wonders "Knocks Me Off My Feet".

## Diskografi
| Studioalbum - 1996: My Heart - 1999: Where I Wanna Be - 2002: Life Goes On - 2006: Journey of a Gemini - 2009: The Lost Files - 2010: Lyrics (TBA) | Övriga album - 2007: The Best of Donell Jones |

| Singlar - My Heart 1996: 1. "In the Hood" 2. "Knocks Me Off My Feet" 3. "You Should Know" - Where I Wanna Be 1999-2000: 1. "U Know What's Up" 2. "Shorty (Got Her Eyes On Me)" 3. "This Luv" 4. "Where I Wanna Be" - Life Goes On 2002-2003: 1. "You Know That I Love You" 2. "Put Me Down" 3. "Where You Are (Is Where I Wanna Be) Part 2" 4. "Do U Wanna" - Journey of a Gemini 2006-2007: 1. "Better Start Talking" 2. "I'm Gonna Be" 3. "Special Girl" 4. "Ooh Na Na" 5. "Spend the Night" - Lyrics 2010: 1. "Love Like This" (TBA) | Övriga singlar - "Do What I Gotta Do" (Shaft Soundtrack) |